# Bartschia
Bartschia là một chi ốc biển, là động vật thân mềm chân bụng sống ở biển trong họ Buccinidae.

## Các loài
Các loài trong chi Bartschia gồm có:
- Bartschia frumari Garcia, 2008[2]
- Bartschia significans Rehder, 1943